# 이노그리드
이노그리드(Innogrid Co., Ltd)는 2006년에 설립된 대한민국의 클라우드 컴퓨팅 기업이다. 본사는 서울특별시 서초구 서초대로 314 정보통신공제조합 빌딩 10층 (서초동 1674-1)에 위치해 있으며 대표이사는 김명진이다.

## 역사
2011년 기술특례 코스닥 상장을 시도했다가 상장예비심사의 문턱을 넘지는 못했다.
클라우드 기반 빅데이터 연구로 박사 학위를 받은 현 김명진 대표가 CTO로 영입되었다 3년 후부터 CEO를 맡아 경영해 오고 있다.
2016년에 이노그리드를 소유하고 있던 핫텍이 44억 원 에스앤알코퍼레이션에 회사를 매각하였다.

상장을 위한 기술성 평가도 통과했으며 누적 결손금이 159억원으로 현재 적자가 지속하면서 완전자본잠식 상태에 빠졌다.

## 투자
2017년 KB인베스트먼트과 네오플럭스가 50억 원의 시리즈A 투자를 2022년 라이프자산운용, 우신벤처투자, 오픈워터인베스트, 한국투자증권, 제이비인베스트 그리고 이베스트투자증권이 시리즈B 투자로 119억을 투자하여 총 169억 원을 유치하였다

## 상장
상장 주관사를 한국투자증권으로 상장을 추진중이며 2023년 한국거래소의 상장예비심사 대기 시간이 신청기업 중 가장 긴 상태로 있다가 2024년 1월 한국거래소로부터 상장예비심사를 승인받았다. 2024년 6월 최대주주 지위 분쟁과 관련한 사항을 이미 알고 있었음에도 상장예비심사신청서 등에 기재하지 않아
상장예비심사 결과에 중대한 영향을 미치는 심사신청서의 거짓 기재 또는 중요사항 누락이라고 한국거래소에서 판단하여 상장 예비심사 승인이 취소되었고 향후 1년 이내에 상장예비심사를 신청할 수 없게 되었다

## 같이 보기
- 클라우드 컴퓨팅
- 가비아
- 케이아이엔엑스
- 오픈베이스

## 참고문헌
1. ↑  서재창, 이노그리드 “대체불가 클라우드 풀스택, AI·지능화 품는다”, 헬로티, 2023년 8월 24일
2. ↑  송혜리, 이노그리드, 이달 말 기술평가…코스닥 상장 재도전 성공할까, 뉴시스, 2022년 12월 16일
3. ↑  최연진, 박사 학위 받은 육군 중사, 스타트업 CEO가 되다, 한국일보, 2020년 11월 2일
4. ↑  방은주, 이노그리드 "클라우드 R&D 3관왕 달성···매출 300억 달성 무난", 지디넷, 2023년 5월 10일
5. ↑  장하나, 핫텍, 계열사 이노그리드 지분 44억원에 매각, 2016년 7월 29일
6. ↑  최윤신, 예심청구 임박 이노그리드, '수주잔고'로 밸류 어필, 더벨, 2023년 2월 17일
7. ↑  박남수, 이노그리드, '2022년도 서울형 강소기업' 선정, 정보통신신문, 2022년 10월 26일
8. ↑  이종현, 이노그리드, 상반기 매출 3배 뛰었지만… 적자지속으로 완전자본잠식, 디지털데일리, 2023년 8월 17일
9. ↑  박세라, 이노그리드 대신증권 기업분석 2023.01.26
10. ↑  권순완, 상장예비심사 ‘거북이 걸음’… 기한 지킨 건 5%뿐, 조선일보, 2023년 7월 18일
11. ↑  김효진, 토종 클라우드 '이노그리드' 상반기 기술특례로 증시 입성 추진, 더스탁, 2024.02.02
12. ↑  조민정, 이노그리드 코스닥상장 예비 승인 취소…"중요사항 누락", 연합뉴스, 2024년 6월 19일